# Менделеево (Тюменская область)
Менделеево — упразднённый рабочий посёлок входивший в состав городского округа город Тобольск Тюменской области России. В 2004 году включен в состав города Тобольск и исключен из учётных данных.

## География
Располагался вокруг железнодорожной станции Тобольск.

## История
По всей видимости, возник как железнодорожный посёлок. В 1979 году посёлок Менделеево отнесен к категории рабочих посёлков и передан в подчинение Тобольского горсовета.

## Население
| 1979 | 1989  | 2002  |
| ---- | ----- | ----- |
| 7181 | ↘4735 | ↘4297 |